# Araneus amygdalaceus
Araneus amygdalaceus là một loài nhện trong họ Araneidae.
Loài này thuộc chi Araneus. Araneus amygdalaceus được Eugen von Keyserling miêu tả năm 1864.